# Ironman Award
Ironman Award bylo každoroční ocenění v IHL, které bylo udělováno hráči vynikající v útočné a obranné schopnosti. 

## Vítěz
| Ironman Award | Ironman Award     | Ironman Award         |
| Sezóna        | Hráč              | Tým                   |
| ------------- | ----------------- | --------------------- |
| 1988-89       | Michel Mongeau    | Flint Spirits         |
| 1989-90       | Bob Lakso         | Fort Wayne Komets     |
| 1990-91       | Jim Johannson     | Indianapolis Ice      |
| 1991-92       | Dave Michayluk    | Muskegon Lumberjacks  |
| 1992-93       | Dave Michayluk    | Cleveland Lumberjacks |
| 1993-94       | Colin Chin        | Fort Wayne Komets     |
| 1994-95       | Jean-Marc Richard | Las Vegas Thunder     |
| 1995-96       | Sergej Žoltoks    | Las Vegas Thunder     |
| 1996-97       | Brad Werenka      | Indianapolis Ice      |
| 1997-98       | Mike Tomlak       | Milwaukee Admirals    |
| 1999-00       | Steve Maltais     | Chicago Wolves        |
| 2000-01       | Brian Chapman     | Manitoba Moose        |